# 대한민국의 유치원
대한민국의 유치원은 3세부터 5세까지의 유아를 대상으로 한 교육기관이다. 대한민국의 일반적인 학교 등과 같이 입학식과 졸업식이 존재하며, 종업식은 개별 유치원의 정책에 따라 다르다. 누리과정의 편제로 교육과정 상, 보육기관의 일종인 어린이집과 차이가 다소 사라진 편이다.
한 학년의 연한은 3월 1일 이후 첫 평일부터, 2월 말까지로 한다.

## 역사
대한민국의 최초의 유치원은 1909년에 설립된 것으로 본다. 다만, 거슬러 올라가자면 1897년 부산유치원 등이 설치된 바 있지만, 이는 일제강점기, 대한민국 내 거주하는 일본인들을 위한 유치원으로, 본격적인 역사의 시작을 1909년 설치된 나남유치원으로 보는 시각이 지배적이다. 이후 1910년에 정동유치원, 1913년에 경성유치원이 설립되었고, 이듬해, 현재 가장 우수하다는 평가를 받고 있는 유치원인 이화학당 부설 이화유치원(현 이화여자대학교사범대학부속이화유치원)을 비롯하여 용산유치원, 혜라유치원 등이 설치되어 본격적인 현대적 아동 교육이 시작되었다.
1915년에 이화여자대학교에서 대한민국 최초의 유치원 양성기관인 이화유치원 사범과를 설치했고, 이는 오늘날의 유아교육(학)과로 발전하게 된다. 일제강점기의 식민지 교육 정책에 유치원이 제외되었기 때문에, 교육정책과 독립 등에 관심을 가진 당대의 인물들은 식민지 독립과 문화 전승을 위해 유치원 설립에 적극적으로 참여하였다. 이는 1916년, 독립운당가인 박희도가 설립한 중앙대학교의 부속유치원의 전신인 중앙유치원을 설립한 사례를 예시로 들 수 있다. 이와 같은 각고의 노력으로, 1921년 47개의 유치원이 설치 및 운영되었다.  다음 해인 1922년에 «조선교육령»에 기초한 «유치원 규정»이 제정되었으며, 이는 광복 이후 1949년 제정된 «교육법»의 유치원 관련 조항이 만들어지기 전까지 유치원과 관계된 유일한 법적 근거였다. 1952년 «교육법 시행령» 등 유치원에 대한 세부적인 규정이 늘어났으며, 어린이에게 양질의 교육을 제공하기 위한 시도가 늘어났다. 이윽고 1976년, 공립국민학교(공립 초등학교)등에 병설유치원이 설립 되면서 사립 유치원 뿐인 대한민국의 공립 유치원이 탄생했다. 부산광역시 월내초등학교병설유치원 등 부산광역시와 서울특별시를 중심으로 전국 각곳에 설치 되었다. 이로써 사립 유치원의 독주가 막을 내렸으며, 1988년 국립 유치원이 개설되었다. 국립 유치원은 단설이 아닌, 주요 국립 대학 부속(부설)으로 설치되었는데, 1988년 한국교원대학교를 시작으로, 1996년 공주전문대학(현 공주대학교)과 1997년 원주전문대학(현 강릉원주대학교) 등 현재까지 세 곳에 설립·운영되고 있다.
1980년대 들어 유치원의 중요성을 정부차원에서 강조하였으며, 유아교육 체계의 전환점이자, 확립 시기로 평가 받고 있다. 1987년 정부는 새마을 유아원 등 기존의 유아교육기관을 교육기관과 보육기관으로 구분 지었으며, 보육기관 업무를 교육부에서 보건복지부 등으로 이관시켰다. 이에 따라 어린이집 등의 관련 개념이 생겨나게 되었다.
2000년 기준으로, 사립 유치원의 수가 국·공립 유치원보다 다소 적지만, 수용 원아 수는 더 많은 것으로 집계된다. 이는 지방정부 주도의 공립 유치원이 도시 지역이 아닌 군과 면 등 기반 시설이 열악한 지역을 우선 순위로 설치한 반면, 사립 유치원은 상대적으로 도시 지역에 다수 설립되어, 인구가 많은 도시 특성상, 유치원 1개원 당 원아가 증가했기 때문으로 보인다.

## 분류

### 국립
대한민국의 국립 유치원은 3개원으로, 모두 대학 부속(부속)으로 설치되어 있다. 지역별로 보면, 강원도와 충청남도, 충청북도 등 세 지역에만 설치되어 있다.
| 유치원                       | 설립   | 소재 지역 | 규모  | 비고   |
| ---------------------------- | ------ | --------- | ----- | ------ |
| 강릉원주대학교부속유치원     | 1997년 | 강원 원주 | 53명  | [ 10 ] |
| 공주대학교사범대학부설유치원 | 1996년 | 충남 공주 | 110명 | [ 11 ] |
| 한국교원대학교부속유치원     | 2003년 | 충북 청주 | 81명  | [ 12 ] |

### 공립
단설과 병설로 나뉘어 설립되어 있다. 병설의 경우, 설치된 공립 초등학교 등의 지휘를 받지만, 단설의 경우 별도의 상급 기관을 두지 않은 채, 해당 지역의 교육지원청의 지휘를 받는다. 2018년 기준, 공립 단설유치원은 339원, 병설유치원은 4,603원으로, 병설 유치원이 압도적으로 많이 설치 되어 있다.

### 사립
사립 유치원의 경우 법인이 설치한 법인 유치원과, 개인이 설치한 사인 유치원으로 재분류되기도 한다. 2018년 기준, 전국 각지에 약 4,557원이 설립되어 있다.

## 같이 보기
- 유치원
- 대한민국 교육부
- 유아교육과
- 이화여자대학교
- 중앙대학교
- 강릉원주대학교
- 공주대학교
- 한국교원대학교